# Victor Pop (avocat)
Victor Pop (n. 1879, Oltan – d. 1936, Dej) a fost un deputat în Marea Adunare Națională de la Alba Iulia, organismul legislativ reprezentativ al „tuturor românilor din Transilvania, Banat și Țara Ungurească”, cel care a adoptat hotărârea privind Unirea Transilvaniei cu România, la 1 decembrie 1918.

## Biografie
După o perioadă de practicare a ocupației de avocat particular în Ileanda, în 1922 a fost numit notar public la Dej.